# Kout na Šumavě
Kout na Šumavě é uma comuna checa localizada na região de Plzeň, distrito de Domažlice.